# Žika Stojšić
Žika Stojšić, srbski general, * 25. januar 1921, † 3. november 2018.

## Življenjepis
Stojšić se je leta 1941 pridružil NOVJ in KPJ. Med vojno je bil poveljnik več enot, nazadnje 1. vojvodinjske brigade.
Po vojni je bil načelnik razreda v VVA JLA, načelnik štaba vojaškega področja, načelnik uprave v SSNO, načelnik Kabineta Vrhovnega poveljnika SFRJ,...